# Bernhard Büter
Bernhard Büter (* 14. März 1883 in Groß Berßen, Provinz Hannover; † 17. Mai 1959 in Düsseldorf) war ein deutscher Landschafts-, Tier- und Genremaler der Düsseldorfer Schule.

## Leben

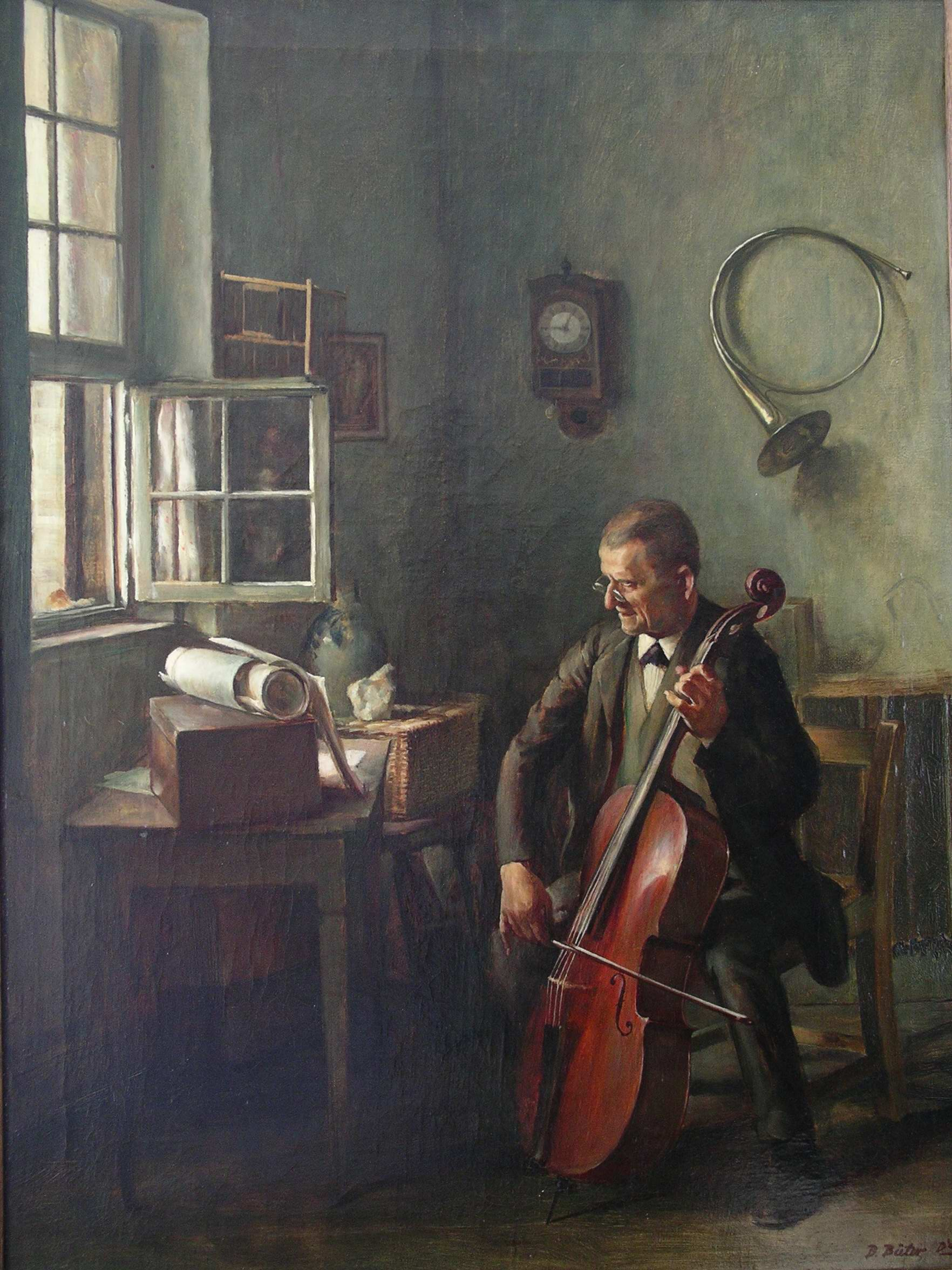
Hausmusik, Privatbesitz

Bis 1903 ging Büter in Haselünne in eine Malerlehre. Von ca. 1908 bis 1912 besuchte er die Kunstgewerbeschule Düsseldorf. 1912 wechselte er an die Kunstakademie Düsseldorf, wo Carl Ederer sein Lehrer war. Am Ersten Weltkrieg nahm er als Soldat teil. 1921 schloss er das Kunststudium, das er nach dem Krieg wieder aufgegriffen hatte, an der Düsseldorfer Akademie ab. Büter lebte als freischaffender Maler in Düsseldorf und nahm an örtlichen Kunstausstellungen teil. In den 1920er und 1930er Jahren hielt er sich mehrfach in seiner emsländischen Heimat auf. 
In der Zeit des Nationalsozialismus war Büter Mitglied der Reichskammer der bildenden Künste. Für diese Zeit ist seine Teilnahme an 14 Ausstellung sicher belegt, darunter 1937, 1938, 1939 und 1942 mit fünf Landschaftsbildern an Großen Deutschen Kunstausstellungen in München. 1940 hatte er ein Atelier im Düsseldorfer Eiskellerberg. Durch Bombenangriffe wurde dieses und dort aufbewahrte Werke 1942 zerstört. Mit seiner Frau Augustine, geborene Coehnen, und der Tochter Margret lebte er von 1947 bis zu seinem Tod in der Künstlersiedlung in Düsseldorf-Golzheim, Franz-Jürgens-Straße 10.
Büter schuf stille Landschaftsbilder des Niederrheins und des Emslandes. In seiner Genremalerei griff Büter Erinnerungen aus seiner Jugend auf und malte Interieurs aus dem Bauernhaus seiner Großeltern am Hümmling.